# Khartoum Nord
Khartoum Nord sau Bahri (arabă الخرطوم_بحري, al-Kharṭūm Baḥrī) este al treilea cel mai mare oraș din Sudan.

## Demografie
| An            | Populație |
| ------------- | --------- |
| 1956          | 39.100    |
| 1973          | 150.989   |
| 1983          | 341.155   |
| 1993          | 700.887   |
| estimare 2007 | 1,725,570 |